# 金原小織
金原 小織（かねはら さおり、1975年10月20日 - ）は、日本のフリーアナウンサー。ジョイスタッフ所属。
現在はオランダのナレーション会社　voicebooking.com 所属。

## 来歴
愛媛県松山市出身。早稲田大学政治経済学部政治学科卒業。
大学を卒業後、1998年4月に南海放送 (RNB) に入社。同局在籍時には金原 さおり（読み同じ）名義で活動していた。その後、結婚で愛媛を離れることになったため、2003年6月いっぱいで同局を退社した。
後にオールウェーブ・アソシエツ所属のフリーアナウンサーになり、関東地方での活動を開始した。これ以後、名前を漢字表記にした金原 小織を活動名義に用いている。後に出産を控え、オールウェーブ・アソシエツ在籍中に担当していた番組を2008年6月いっぱいで降板した。
出産後、ジョイスタッフへ移籍した上で活動を再開。また、アメリカ合衆国とシンガポールへの移住生活も開始する。シンガポール滞在時には、現地の日本人学校で英語教員をしていた。
現在オランダのナレーション会社に所属。
企業のインフォマーシャルを中心に活動中。

## 担当番組

### テレビ番組
- さおりのCinemaCheck（南海放送） - キャスター[5]
- さきどり!Navi（NNN24）[5]
- 特急!なんかいNEWSプラス1（南海放送）
- TOKYOインフォメーション（東京MXテレビ） - キャスター
- 株式ワイド（ダイワ・証券情報TV） - キャスター[5]
- スーパーモーニング → 情報満載ライブショー モーニングバード!（テレビ朝日） - 生コマーシャル担当

### ラジオ番組
- Soね！山ちゃんどんどんワイド！[6] → Y@M@-DON!（RNBラジオ）
- 私の松山（RNBラジオ）
- Ehi-mail（RNBラジオ）[7]